# Бюскен Хют, Конрад
Конрад Бюскен Хют (нидерл. Conrad Busken Huet; 28 декабря 1826, Гаага — 1 мая 1886, Париж) — нидерландский писатель
, литературовед, литературный критик. редактор, публицист.

## Биография
Сын государственного служащего. Изучал богословие в Лейденском университете, в Женеве и Лозанне. В 1851 году был рукоположён.
Служил пастором, но сложил с себя духовное звание. В 1862—1865 гг. совместно с Э. Потгитером редактировал журнал «De Gids».
Монография «Страна Рембрандта» (ч. 1-2, 1882—1884) посвящена нидерландской культуре XIII—XVII веков. Его сочинения, близкие по взглядам Мультатули, заложили основу нидерландской литературной критики и публицистики.
Автор натуралистического романа «Лидевейде» (1868). Писал об А. С. Пушкине, И. С. Тургеневе, Л. Н. Толстом.